# Rupert Gregson-Williams
Rupert Gregson-Williams (Chichester, 12 ottobre 1966) è un compositore britannico che lavora in campo cinematografico e televisivo.
È fratello di Harry Gregson-Williams. Fa parte del team di compositori della Remote Control Productions di Hans Zimmer. Ha studiato al St John's College di Cambridge e successivamente al Lancing College.
La sua filmografia comprende Hotel Rwanda, per il quale ha ricevuto il premio per la miglior colonna sonora agli European Film Awards 2005, The Legend of Tarzan, La battaglia di Hacksaw Ridge e Wonder Woman. Gregson-Williams è noto per la sua collaborazione con Frank Coraci e Dennis Dugan in molte commedie di successo.
I suoi lavori televisivi includono Veep - Vicepresidente incompetente e The Crown, per quest'ultima ha ricevuto una candidatura agli Emmy Awards.

## Filmografia

### Cinema
- Virtual Sexuality, regia di Nick Hurran (1999)
- Pantaloncini a tutto gas (Thunderpants), regia di Peter Hewitt (2002)
- Bara con vista (Plots with a View), regia di Nick Hurran (2002)
- Crime Spree - Fuga da Chicago (Crime Spree), regia di Brad Mirman (2003)
- Una ragazza e il suo sogno (What a Girl Wants), regia di Dennie Gordon (2003)
- Hotel Rwanda, regia di Terry George (2004)
- Love + Hate, regia di Dominic Savage (2005)
- La gang del bosco (Over the Hedge), regia di Tim Johnson e Karey Kirkpatrick (2006)
- Cambia la tua vita con un click (Click), regia di Frank Coraci (2006)
- Io vi dichiaro marito e... marito (I Now Pronounce You Chuck & Larry), regia di Dennis Dugan (2007)
- Bee Movie, regia di Simon J. Smith e Steve Hickner (2007)
- Un amore di testimone (Made of Honor), regia di Paul Weiland (2008)
- Zohan - Tutte le donne vengono al pettine (You Don't Mess with the Zohan), regia di Dennis Dugan (2008)
- Racconti incantati (Bedtime Stories), regia di Adam Shankman (2008)
- The Maiden Heist - Colpo grosso al museo (The Maiden Heist), regia di Peter Hewitt (2009)
- Un weekend da bamboccioni (Grown Ups), regia di Dennis Dugan (2010)
- Mia moglie per finta (Just Go with It), regia di Dennis Dugan (2011)
- Il signore dello zoo (Zookeeper), regia di Frank Coraci (2011)
- Jack e Jill (Jack and Jill), regia di Dennis Dugan (2011)
- Indovina perché ti odio (That's My Boy), regia di Sean Anders (2012)
- Colpi da maestro (Here Comes the Boom), regia di Frank Coraci (2012)
- Un weekend da bamboccioni 2 (Grown Ups 2), regia di Dennis Dugan (2013)
- Storia d'inverno (Winter's Tale), regia di Akiva Goldsman (2014)
- Insieme per forza (Blended), regia di Frank Coraci (2014)
- Postino Pat - Il film (Postman Pat: The Movie), regia di Mike Disa (2014)
- Il superpoliziotto del supermercato 2 (Paul Blart: Mall Cop 2), regia di Andy Fickman (2015)
- The Ridiculous 6, regia di Frank Coraci (2015)
- Boog & Elliot 4 - Il mistero della foresta (Open Season: Scared Silly), regia di David Feiss (2015)
- The Do-Over, regia di Steven Brill (2016)
- The Legend of Tarzan, regia di David Yates (2016)
- La battaglia di Hacksaw Ridge (Hacksaw Ridge), regia di Mel Gibson (2016)
- Sandy Wexler, regia di Steven Brill (2017)
- Wonder Woman, regia di Patty Jenkins (2017)
- Terminal, regia di Vaughn Stein (2018)
- Pupazzi senza gloria (The Happytime Murders), regia di Brian Henson (2018)
- Aquaman, regia di James Wan (2018)
- Il piccolo yeti (Abominable), regia di Jill Culton e Todd Wilderman (2019)
- Hubie Halloween, regia di Steven Brill (2020)
- 800 Eroi, regia di Guan Hu (2020)
- Aquaman e il regno perduto, regia di James Wan (2023)
- Brothers, regia di Max Barbakow (2024)
- Un tipo imprevedibile 2 (Happy Gilmore 2), regia di Kyle Newacheck (2025)

### Televisione
- The Last Detective – serie TV, 8 episodi (2005-2007)
- The Prisoner, regia di Nick Hurran – miniserie TV (2009)
- Veep - Vicepresidente incompetente (Veep) – serie TV, 38 episodi (2012-2015)
- Agatha Raisin – serie TV, 9 episodi (2014-2016)
- The Crown – serie TV, 20 episodi (2016-2017) con Lorne Balfe
- L'alienista (The Alienist) – serie TV, 10 episodi (2018)
- Catch-22, regia di Grant Heslov, Ellen Kuras e George Clooney – miniserie TV (2019) con Harry Gregson-Williams
- Caterina la Grande (Catherine the Great), regia di Philip Martin – miniserie TV (2019)
- Dietro i suoi occhi (Behind Her Eyes), regia di Erik Richter Strand – miniserie TV (2021)
- The Gilded Age – serie TV (2022-in corso) con Harry Gregson-Williams
- The Perfect Couple, regia di Susanne Bier – miniserie TV (2024)
- Lockerbie - Attentato sul volo Pan Am 103 (Lockerbie: A Search For Truth), regia di Otto Bathurst e Jim Loach – miniserie TV (2025)